# Бережний Віктор Григорович
Ві́ктор Григо́рович Бережни́й (нар. 23 лютого 1947, станиця Старомінська, Краснодарський край) — український політик. Народний депутат України 3-го скликання. Перший секретар Стахановського міського комітету КПУ (з жовтня 1995).

## Освіта
- Кадіївський гірничий технікум (1966), гірничий технік-електромеханік;
- Комунарський гірничо-металургійний інститут (1977), гірничий інженер.

## Кар'єра
- 1964–1971 — підземний моторист, підземний електрослюсар, підземний електромеханік шахти 4-2біс, гірничий Кадіївського шахтобудівного управління.
- 1971–1973 — механік дільниці, гірничий майстер копальні «Піраміда», острів Шпіцберген.
- 1973–1986 — гірничий майстер, заступник начальника дільниці, начальник дільниці, заступник головного інженера з виробництва шахти імені XXII з'їзду КПРС комбінату «Кадіїввугілля» Луганської області.
- З 1986 — директор підземних робіт шахти «Максимівська».
- 1989-1991 — директор, 1991 — вересень 1996 — заступник головного механіка, гірничий майстер шахти «Центральна-Ірміно».

## Парламентська діяльність
Народний депутат України 3-го скликання з 12 травня 1998 до 14 квітня 2002, виборчій округ № 114, Луганська область. На час виборів: пенсіонер, член КПУ. Член фракції КПУ (з травня 1998). Член Комітету з питань паливно-енергетичного комплексу, ядерної політики та ядерної безпеки (з липня 1998).
Квітень 2002 — кандидат в народні депутати України, виборчій округ № 115, Луганська область, висунутий КПУ. За 14.07 %, 2 з 14 претендентів. На час виборів: народний депутат України, член КПУ.

## Сім'я
Народився в сім'ї робітника; одружений; має 2 дочок і сина.

## Нагороди
- Знак «Шахтарська слава» III ступня,
- медаль «Ветеран праці»